# ジョーン・オブ・イングランド (1210-1238)
ジョーン・オブ・イングランド（Joan of England, 1210年7月22日 - 1238年3月4日）は、スコットランド王アレグザンダー2世の最初の王妃。イングランド王ジョンと王妃イザベラ・オブ・アングレームの長女。ヘンリー3世、コーンウォール伯リチャードの妹、神聖ローマ皇帝フリードリヒ2世の皇后イザベラの姉。

## 生涯
1221年6月19日にヨークのヨーク・ミンスターでアレグザンダー2世と結婚した。
子はなく、1238年にジョーンがロンドン郊外で死去すると、アレグザンダー2世はフランス貴族の娘マリー・ド・クシーと再婚し、次代の王アレグザンダー3世をもうけた。アレグザンダー3世の最初の王妃マーガレットはヘンリー3世の娘であり、ジョーンの姪に当たる。